# Чахрухадзе
Чахрухадзе (груз. ჩახრუხაძე; конец XII века — начало XIII века) — грузинский поэт, известный сборником од «Тамариани».

## Биография
Несмотря на то, что о биографии Чахрухадзе доподлинно почти ничего неизвестно, кроме того, что он жил на рубеже XII—XIII веков, некоторые современные учёные по времени жизни, сравнению почерков, стилевым и лексическим особенностям письма предполагают, что поэтом мог быть переписчик Григол Чахрухадзе. Из найденной в Гелатском монастыре рукописи Григола Чахрухадзе следует, что он планировал уехать в грузинский монастырь Святого Креста в Иерусалиме. Поэт и царь Арчил II говорил, что Чахрухадзе происходил из Хеви и был писарем при царице Тамаре.
Именем Чахрухадзе названа улица в Старом Тбилиси.

## Творчество
Главное, что известно о Чахрухадзе — это оставшийся после него панегирический сборник «Тамариани» (груз. თამარიანი) из 22 од и элегии. Вероятно, стихотворения были написаны между 1195 и 1210 годами. В сборнике поэт восхваляет грузинскую царицу Тамару и её мужа и соправителя Давида Сослана, разрабатывает тему общехристианского мессианского предназначения царицы.
Стих Чахрухадзе возвышен и утончён, текст наполнен образами. Разработанная Чахрухадзе форма стиха широко использовалась в дальнейшем и другими грузинскими поэтами и получила название по фамилии создателя — чахрухаули. Технически строка чахрухаули состоит из 12 слогов, первое полустишие содержит внутренние рифмы, внешние рифмы — женские.